# Holly Boyd
Holly Boyd (* in England) ist eine britische Schauspielerin. 

## Leben
2001 begann Boyd ihre Schauspielkarriere in dem Film Der vierte Engel, wo sie das Mädchen Julia verkörpert. Zwei Jahre später trat sie im Fernsehfilm The Lost Prince auf. Zuletzt spielte sie im Thriller A Lonely Place to Die – Todesfalle Highlands das serbische Mädchen Anna.

## Filmografie
- 2001: Der vierte Engel (The Fourth Angel)
- 2003: The Lost Prince (Fernsehfilm)
- 2011: A Lonely Place to Die – Todesfalle Highlands (A Lonley Place to Die)